# Shorty Medlocke
Shorty Medlocke (Paul Robert Medlock, 1910 – 1982) fue un músico y compositor estadounidense de blues y hard rock. Descendiente de la tribu Blackfoot, es el abuelo del músico Rickey Medlocke, miembro de la banda de rock sureño Blackfoot.
Iniciando en 1979, Shorty hizo algunas contribuciones a la música de Blackfoot. Escribió la canción "Train, Train" (lanzada en el álbum Strikes), además de tocar la armónica en la misma. Para el álbum siguiente, Tomcattin', Shorty co-escribió la canción "Fox Chase" y le dio una corta introducción. Para el disco Marauder, Shorty co-escribió "Rattlesnake Rock 'n' Roller" además de tocar el banjo en la misma. También cantó en la canción "Railroad Man", del primer álbum de Blackfoot.